# Font Blanca (Gavet)
La Font Blanca és una font de l'antic terme de Sant Serni, actualment pertanyent al municipi de Gavet de la Conca. És dins del territori del poble de Gavet.
Està situada a 440 m d'altitud, a la dreta del riu de Gavet, molt a prop del límit del terme amb el d'Isona i Conca Dellà. Al nord dels Capbloncs, és a l'extrem nord-oest d'una pedrera d'extracció de sorra i grava situada a ponent de la carretera L-912, a prop d'on aquesta es troba amb la carretera C-1412bz, traçat antic de la C-1412b.